# Autopista Hemus
La Autopista Hemus (en búlgaro: Aвтомагистрала „Хемус“, Avtomagistrala "Jemus"), designada A2, es una autopista en Bulgaria del Norte, que conecta la capital del país Sofía y la ciudad de Varna, que está en la costa del Mar Negro. Su longitud proyectada es de 433 kilómetros. La autopista lleva el nombre de Haemus Mons, un antiguo nombre de los montes Balcanes (Stara Planina).